# Paolo Portoghesi

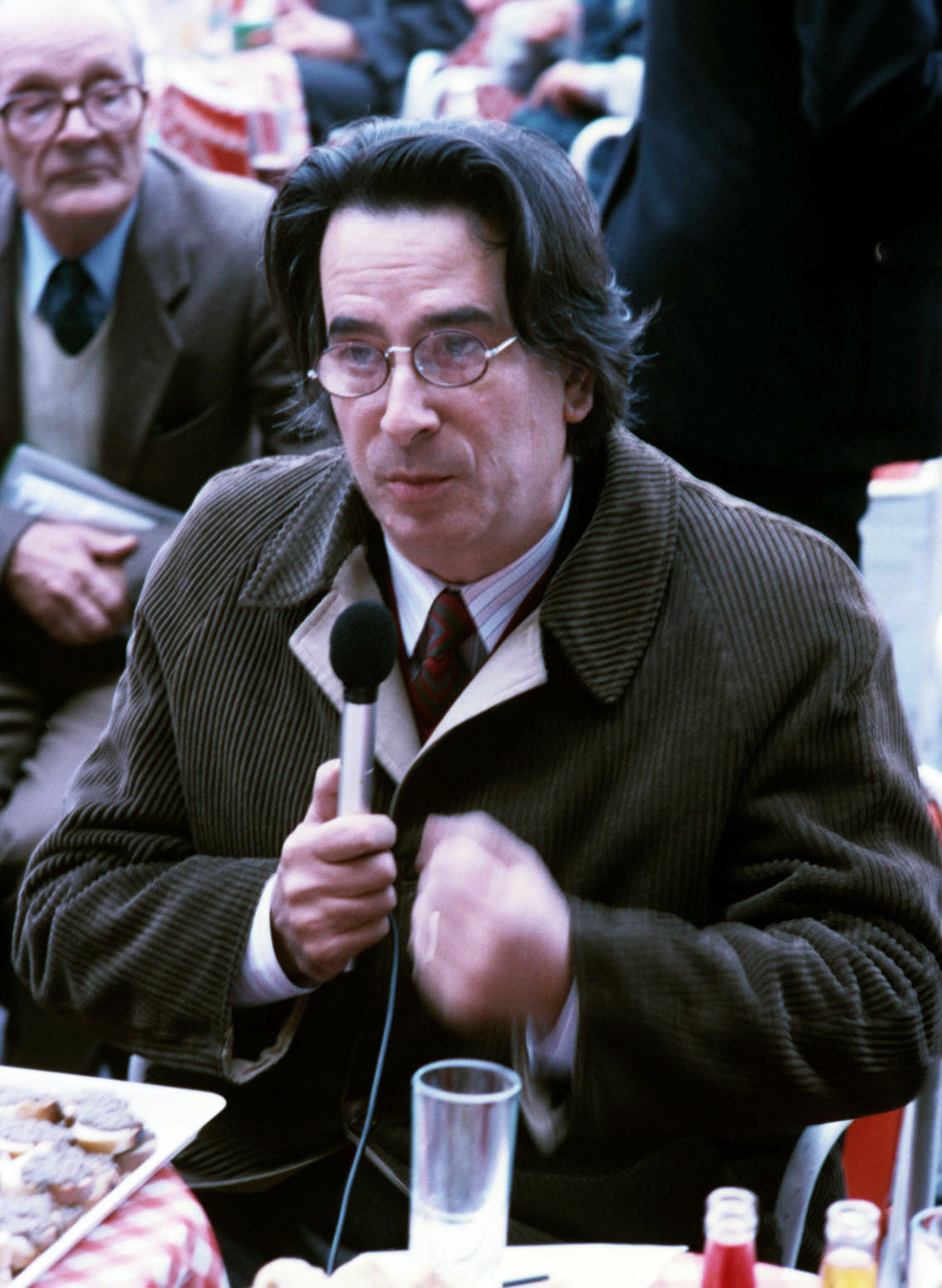
Paolo Portoghesi (1986)

Paolo Portoghesi (* 2. November 1931 in Rom; † 30. Mai 2023 in Calcata) war ein italienischer Architekt, Architekturtheoretiker, Historiker und Hochschullehrer. Er gilt als wichtiger praktizierender Vertreter und theoretischer Wegbereiter der Postmodernen Architektur.

## Leben und Werk

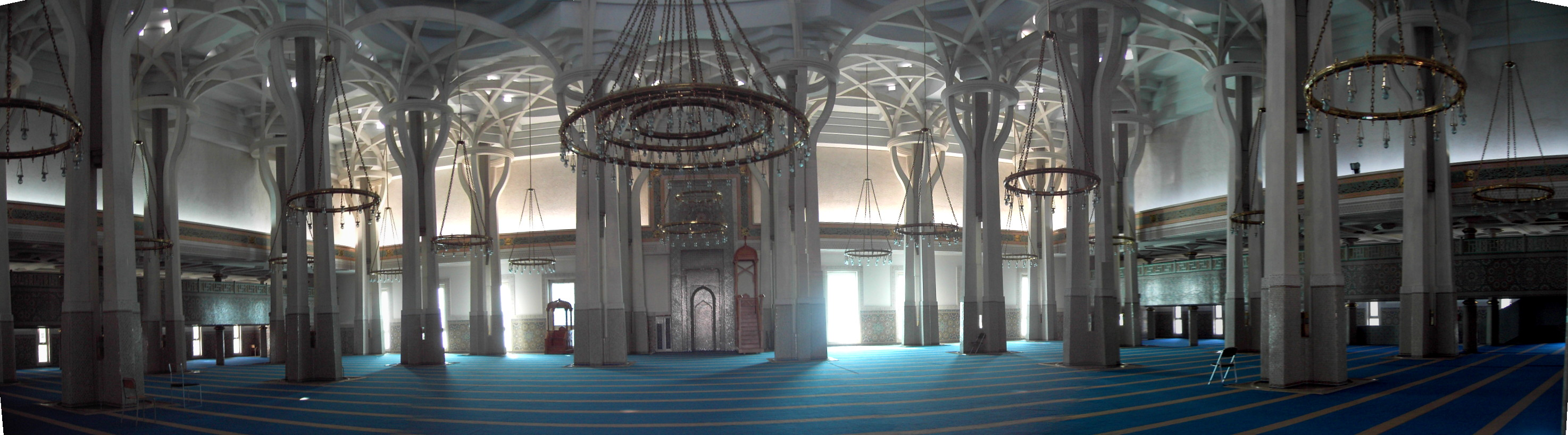
Zentralmoschee, Rom (1974)

Portoghesi studierte bis zum Jahr 1957 Architektur an der Fakultät für Architektur an der Universität von Rom. Ab 1961 unterrichtete er an der gleichen Fakultät. 1964 eröffnete Portoghesi ein gemeinsames Architekturbüro mit dem Architekten und Bauingenieur Vittorio Gigliotti in Rom.
Paolo Portoghesi war Professor für Architektur an der Universität La Sapienza in Rom und von 1968 bis 1978 Dekan der Fakultät für Architektur am Polytechnikum Mailand. Er war von 1969 bis 1983 Herausgeber der Zeitschrift Controspazio sowie von 1979 bis 1992 Präsident der architektonischen Sektion der Biennale von Venedig.
Im Jahr 1972 war er mit einem Modell aus Holz, Plexiglas, Pappe und Stahl und 30 Zeichnungen für die, gemeinsam mit Vittorio Gigliotti entwickelte, Planung für die utopische Stadt DIKAIA: Dikaia, die Stadt nach der 3. industriellen Revolution Teilnehmer der Documenta 5 in Kassel in der Abteilung Parallele Bildwelten: Utopie und Planung.
Portoghesi beschäftigte sich in Lehre und Forschung mit Klassischer Architektur, vor allem der Barock-Architektur, insbesondere mit Francesco Borromini und Michelangelo. Sein Interesse an zeitgenössischer Architektur deckte sich mit den architektonischen Bestrebungen zum Beispiel von Bruno Zevi, die sich beide um eine mehr organische Form der Modernen Architektur bemühten. Ihre Entwürfe zeigen Anklänge an die Arbeiten von Victor Horta und Frank Lloyd Wright, und in Italien an den Neorealismus.
Portoghesis und Gigliottis Casa Baldi in Rom von 1959 gilt als ein frühes Beispiel einer postmodernen Architektur. Auf der Biennale von Venedig im Jahr 1980 organisierte Portoghesi eine Ausstellung zur postmodernen Architektur unter dem Titel: Die Gegenwart der Vergangenheit. Diese Ausstellung, die nach dem Abbau noch in Paris und San Francisco gezeigt wurde, schaffte es, eine Synthese der damals vorhandenen verschiedenen Strömungen der nachmodernen Architektur darzustellen. Die Ausstellung war mit mehr als 2000 Besuchern täglich ein Publikumserfolg. Obwohl die Fachdiskussion kontrovers war, löste die Ausstellung eine Fülle von Veröffentlichungen zu dem Thema aus. Sie gilt als die Geburtsstunde einer umfassenden theoretischen Aufbereitung der Postmodernen Architektur.
Diese Einstellung verfolgte Portoghesi in seiner gesamten Karriere und ist deutlich sichtbar in seiner eigenen Architektur. Es zeigt sich auch in seinen Bemühungen um das Studium der Natur, dargelegt in der Veröffentlichung seines jüngsten Buchs „Natur und Architektur“ (2000).
Portoghesi starb am 30. Mai 2023 im Alter von 91 Jahren in Calcata bei Rom.

## Bauwerke und Projekte
(Auswahl)
- Casa Baldi, Rom (1959)
- Palazzo INPDAP, Lucca (1960)

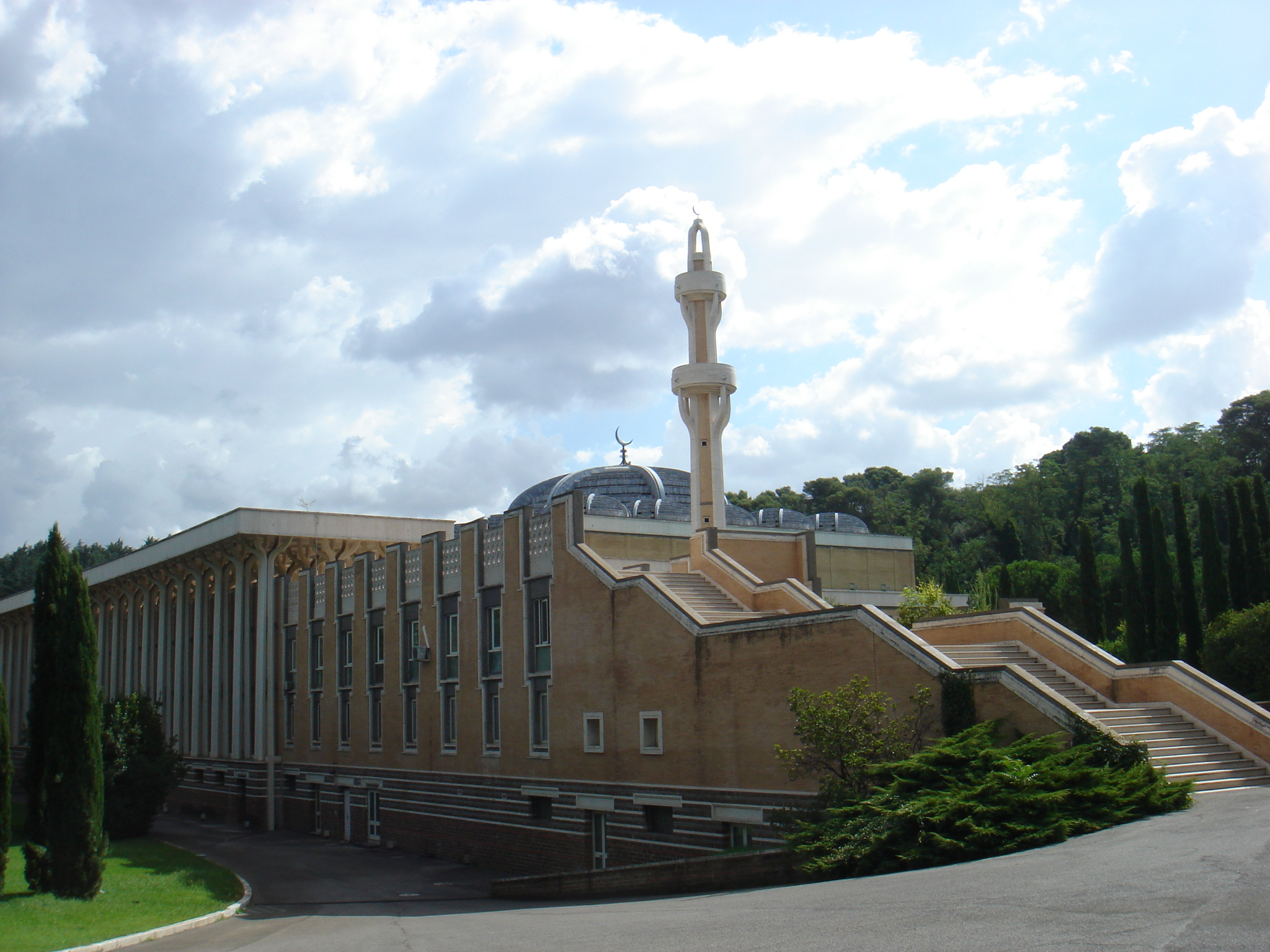
Zentralmoschee, Rom (1974)

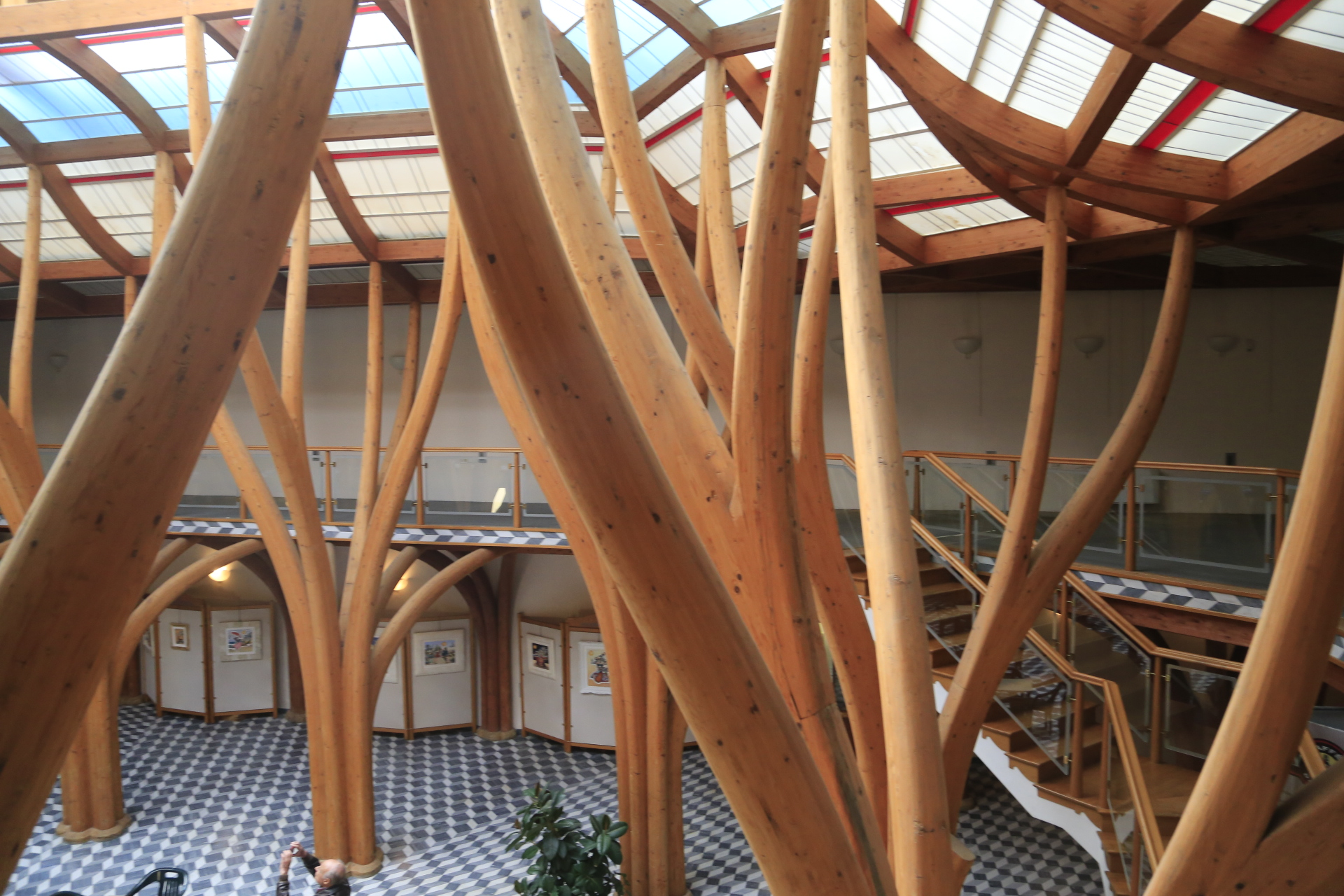
Padiglione Portoghesi, Montecatini Terme (1987)

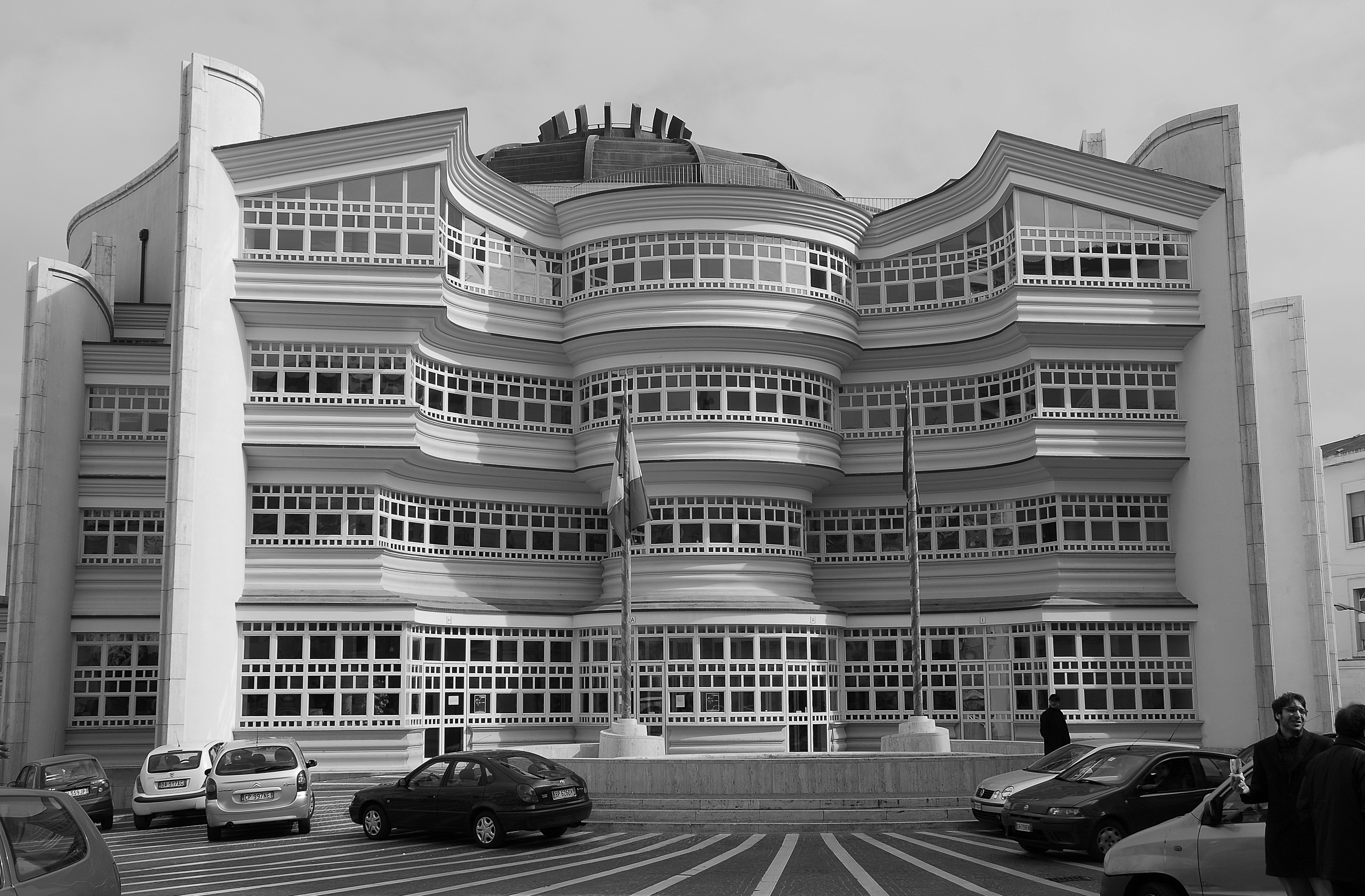
Teatro Politeama, Catanzaro (1988)

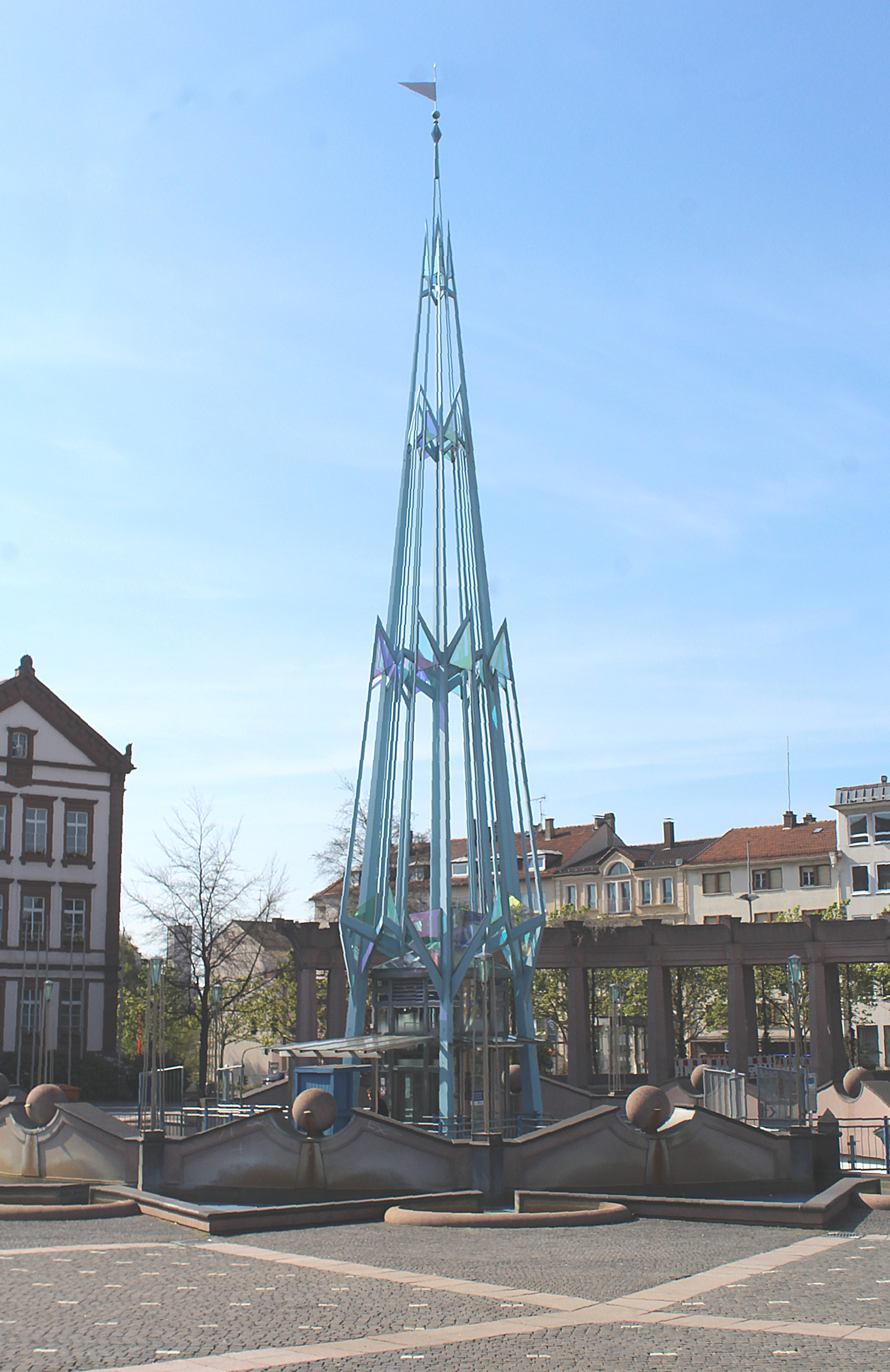
Exerzierplatz, Pirmasens

- Casa Andreis, (1964–67), Scandriglia, Italien
- Casa Bevilacqua, Rom (1964)
- Oper von Cagliari, (1965, Projekt, Entwurf), Cagliari, Italien
- Casa Papanice, Rom (1966)
- Utopischer Stadtentwurf DIKAIA: Dikaia, die Stadt nach der 3. industriellen Revolution, (1969) (Projekt)
- Chiesa della Sacra Famiglia (Kirche der Heiligen Familie) (1969–73), Salerno, Italien
- The Grand Hotel, Khartum, Sudan (1972–73)
- Gerichtshof, Amman, Jordanien (1973)
- Moschee von Rom (1974–1977), Rom
- Akademie der Schönen Künste, L’Aquila (1978–82)
- ENEL Condominium, Tarquinia (1981)
- Tegel-Residenz, IBA Berlin, (1984–88)
- Le terme di Montecatini, Montecatini Terme (1987)
- Theater Politeama, Catanzaro (1988)
- Garten und Bibliothek von Calcata (1990)
- La piazza Leon Battista Alberti, Rimini (1990)
- Exerzierplatz, Pirmasens (1992–95)
- Kirche Santa Maria della Pace, Terni (1997)
- Große Moschee, Straßburg, (2000)
- Rinascimento nel Parco Talentiil Quartier, Rom (2001)
- The Montpellier Gardens (Lattes), Frankreich
- Zentralamerikanisches Parlament, Esquipulas, Guatemala
- Primavera Restaurant, Moskau
- Headquarters of the Royalties Institute, St. Peter’s College, Oxford
- Public square, Shanghai, Volksrepublik China (2006)
- Cimitero Nuovo di Cesena, (2011)
- Chiesa di San Benedetto, Lamezia Terme (2019)[2]

## Veröffentlichungen (Auswahl)
- Ausklang der modernen Architektur: von der Verödung zur neuen Sensibilität. Zürich 1983, ISBN 3-7608-8114-9.
- Francesco Borromini – Baumeister des römischen Barock. Stuttgart, Zürich 1977, ISBN 3-7630-1666-X.
- als Mitverfasser mit Luca Quattrocchi, Folco Quilici: Arte floreale: Elemente der Schönheit in Barock und Jugendstil. Berlin 1988, ISBN 3-549-05852-7.